# ۱۳۵۸ (خورشیدی)
سال ۱۳۵۸ هجری خورشیدی، سالی کبیسه است.

## رویدادها
- ۱۲ فروردین - همه‌پرسی نظام جمهوری اسلامی در ایران و رای آری ۹۸٫۲ درصد شرکت کنندگان.
- ۳ اردیبهشت - ترور محمدولی قرنی توسط گروه فرقان
- ۱۱ اردیبهشت - ترور مرتضی مطهری توسط گروه فرقان
- ۲۳ اردیبهشت - لغو کاپیتولاسیون در ایران
- ۴ خرداد - ترور نافرجام اکبر هاشمی رفسنجانی توسط گروه فرقان
- ۱۹ شهریور - درگذشت محمود طالقانی
- ۱۳ آبان - گروگان‌گیری در سفارت ایالات متحده آمریکا توسط دانشجویان پیرو خط امام.
- ۵ آذر - تشکیل سازمان بسیج مستضعفین به دستور روح‌الله خمینی
- ۲۷ آذر - ترور محمد مفتح توسط گروه فرقان
- ۷ دی - تشکیل سازمان نهضت سوادآموزی با فرمان روح‌الله خمینی.
- ۲۱ دی - تبریز - درگیری میان طرفداران آیت‌الله شریعتمداری و برخی مردم تبریز
- ۱۵ بهمن - انتخاب ابوالحسن بنی صدر به ریاست جمهوری

## زادروزها
- ۱۹ فروردین - کامران تفتی، بازیگر
- ۲۹ فروردین - وحید رهبانی، بازیگر
- ۸ اردیبهشت -  بهرام رادان، بازیگر سینما
- ۱ اردیبهشت - لیلا ابراهیمی، ورزشکار و دونده
- ۲۱ اردیبهشت - محمد طلوعی، نویسنده
- ۱۴ خرداد - هانیه توسلی، بازیگر.       7 تیر روزبه نعمت الهی
- 30 تیر - علی اشکبوس اصفهانی، کارآفرین
- ۸ مرداد - محسن چاوشی، خواننده، ترانه سرا و آهنگساز
- ۸ مرداد - حافظ ناظری، خواننده، نوازنده
- ۲۵ مرداد - رضا صادقی، خواننده، آهنگساز
- ۲ شهریور - مهدی یزدانی‌خرم، داستان‌نویس
- ۱۶ مهر - سحر دولتشاهی، بازیگر
- ۱۳ آبان - علیرضا آذر، شاعر.   حجت اشرف زاده 12 آذر
- ۹ بهمن - مهدی فرجی، شاعر
- ۲۶ بهمن - سمیرا مخملباف، نویسنده

6 دی یوسف تیموری بازیگر سینما و تلویزیون

## درگذشت‌ها
تاریخ نامعلوم
- علی عبده: ورزشکار، مدیر ورزشی و بنیانگذار باشگاه فرهنگی ورزشی پرسپولیس تهران.

### بهار
- ۱۸ فروردین - امیرعباس هویدا، نخست وزیر دوره پهلوی (اعدام)
- ۲۰ فروردین - منوچهر آزمون، سیاست‌مدار دوره پهلوی (اعدام)
- ۲۲ فروردین - غلامرضا نیک‌پی (اعدام), شهردار تهران
- ۲۲ فروردین - علی نشاط فرمانده (اعدام), گارد جاویدان
- ۲۲ فروردین - حسینعلی بیات (اعدام)، نماینده مجلس شورای ملی
- ۲۲ فروردین - علی حجت کاشانی (اعدام), رئیس تربیت بدنی
- ۲۲ فروردین - عباسعلی خلعتبری (اعدام), وزیر امور خارجه کابینه هویدا و آموزگار
- ۲۲ فروردین - منصور روحانی (اعدام)، وزیر برق و کشاورزی کابینه هویدا
- ۲۲ فروردین - محمد علی علامه وحیدی (اعدام)، نیابت تولیت مدرسه سپهسالار
- ۲۲ فروردین - محمد تقی مجیدی (اعدام), رئیس اسبق دادگاه نظامی
- ۲۲ فروردین - حسن پاکروان (اعدام)، دومین رئیس ساواک (زاده ۱۲۹۰)
- ۲۲ فروردین - ناصر مقدم (اعدام)، چهارمین رئیس ساواک
- ۳ اردیبهشت - محمدولی قرنی (ترور)، نخستین رئیس ستاد مشترک ارتش جمهوری اسلامی
- ۱۱ اردیبهشت - مرتضی مطهری (ترور)
- فرخ روپارسا  (اعدام)

### تابستان
- ۲۱ تیر - پری بلنده (اعدام)، تن‌فروش
- ۲۴ تیر - حسین‌قلی طاطایی، موسیقی‌دان، نوازنده ویولن
- ۱۸ شهریور - علی نقی وزیری: آموزگار موسیقی، آهنگساز و موسیقی دان ایرانی.
- ۱۹ شهریور - آیت الله طالقانی، از بنیادگذاران نهضت آزادی

### پاییز
- ۲ مهر - ایرج مطبوعی سرلشکر بازنشسته (اعدام) , (زاده ۱۲۷۴)
- ۲۱ مهر - غلامحسین مصاحب، ریاضی‌دان و فرهنگ‌نویس
- ۱۰ آبان - محمد علی قاضی طباطبایی: روحانی شیعه و اولین امام جمعه تبریز پس از انقلاب.
- ۱۶ آذر - شهریار شفیق پسر اشرف پهلوی - فرمانده واحد هاورکرافت نیروی دریایی (ترور) (زاده ۱۳۲۳)
- ۲۷ آذر -  محمد مفتح، روحانی ایرانی و عضو شورای انقلاب (زاده ۱۳۰۷)

### زمستان
- ۱۰ دی - جواد بدیع زاده، خواننده، موسیقیدان و نواساز (زاده ۱۲۸۱)
- ۵ اسفند - پرویز فنی‌زاده، بازیگر ایرانی (زاده ۱۳۱۶)